# Leptogenys vindicis
Leptogenys vindicis é uma espécie de formiga do gênero Leptogenys, pertencente à subfamília Ponerinae.